# Катарина Вит
Катарина Вит (рођена 3. децембра 1965. године у Источном Берлину) је некадашња источнонемачка клизачица на леду. Катарина је двострука Олимпијска првакиња, четвороструки првак света као и шестоструки првак Европе. Њени такмичарски рекорди су је учинили најпознатијом клизачицом свих времена.

## Каријера
Рођена је у некада малом месту Стакену, одмах изван Западног Берлина, што је данас део Берлина. Мајка јој је радила у болници као физиотерапеут, а отац је био фармер. Током свог школовања била је део секције за специјално атлетски талентовану децу. Ту је и почела да се бави клизањем и репрезентовала је своју школу на државним такмичењима.
Њено прво појављивање на већем такмичењу било је 1979. године и то на Европском првенству, када је заузела 14. место. Ипак њена каријера креће узлазном путањом и на себе скреће пажњу на Олимпијским играма у Сарајеву. Учествовала је за екипу Источне Немачке и освојила је своју прву златну медаљу. Одбранила је престо и на наредним Зимским олимпијским играма у Калгарију 1988. године. Поред Олимпијског злата освојила је и четири злата (1984., 1985., 1987. и 1988) као и два сребра (1982. и 1986) на Светским првенствима. Освојила је и шест злата узастопно на Европским првенствима од 1983. до 1988. године.
После уједињења Немачке вратила се клизању желећи да репрезентује уједињену Немачку. Успела је да се квалификује за ЗОИ у Норвешкој 1994. године. Ипак била је на заласку каријере и освојила 7. место.

### Резултати
| Међународна такмичења     | Међународна такмичења | Међународна такмичења | Међународна такмичења | Међународна такмичења | Међународна такмичења | Међународна такмичења | Међународна такмичења | Међународна такмичења | Међународна такмичења | Међународна такмичења | Међународна такмичења |
| Такмичење                 | 1978/79               | 1979/80               | 1980/81               | 1981/82               | 1982/83               | 1983/84               | 1984/85               | 1985/86               | 1986/87               | 1987/88               | 1993/94               |
| ------------------------- | --------------------- | --------------------- | --------------------- | --------------------- | --------------------- | --------------------- | --------------------- | --------------------- | --------------------- | --------------------- | --------------------- |
| Олимпијске игре           |                       |                       |                       |                       |                       | 1                     |                       |                       |                       | 1                     | 7                     |
| Светско првенство         |                       | 10                    | 5                     | 2                     | 4                     | 1                     | 1                     | 2                     | 1                     | 1                     |                       |
| Европско првенство        | 14                    | 13                    | 5                     | 2                     | 1st                   | 1                     | 1                     | 1                     | 1                     | 1                     | 8                     |
| Скејт Канада              |                       |                       |                       |                       |                       | 1                     |                       |                       |                       |                       |                       |
| НХК Трофеј                |                       |                       | 2                     |                       | 1                     |                       |                       |                       | 1                     | 1                     |                       |
| Национална такмичења      |                       |                       |                       |                       |                       |                       |                       |                       |                       |                       |                       |
| Првенство Источне Немачке | 3                     | 2                     | 1                     | 1                     | 1                     | 1                     | 1                     | 1                     | 1                     | 1                     |                       |
| Првенство Немачке         |                       |                       |                       |                       |                       |                       |                       |                       |                       |                       | 2                     |

## Остало
По завршетку клизачке каријере опробала се и као глумица, па је и глумила у неким филмовима и серијама.